# 埃及小姐

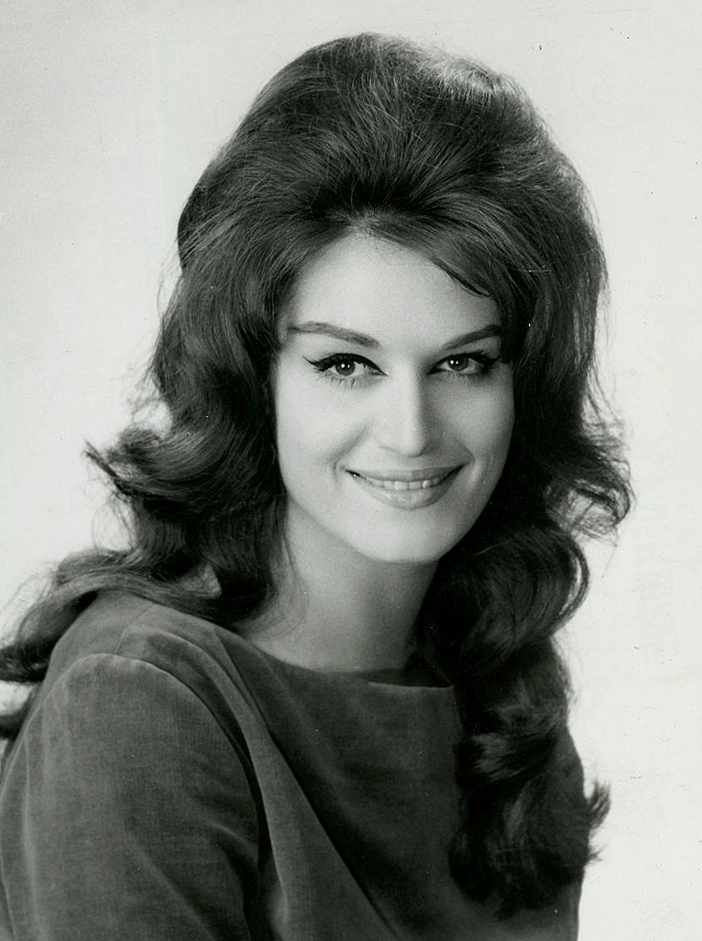
1954年埃及小姐黛莉达

埃及小姐（阿拉伯语：‎）是一项在埃及举办的选美比赛，自2007年以来每年举办两次。第一届埃及小姐选美比赛在1927年举办，1934年又举办过一次，但自1953年开始才开始逐年举办，历届埃及小姐中出名的包括安蒂格·科斯坦德和黛莉达。